# Saint-Pierre-de-Rivière
 Saint-Pierre-de-Rivière  es una población y comuna francesa, en la región de Mediodía-Pirineos, departamento de Ariège, en el distrito de Foix y cantón de Foix-Rural.

## Demografía
| 323 | 318 | 349 | 418 | 463 | 564 |
| Para los censos de 1962 a 1999 la población legal corresponde a la población sin duplicidades (Fuente: INSEE [Consultar]) |     |     |     |     |     |